# Субура (телесериал)
«Субура» (итал. Suburra - La serie) — итальянский телесериал, созданный Даниэле Чезарано и Барбарой Петронио для потокового сервиса Netflix. Первая оригинальная программа Netflix на итальянском языке. С 2017 по 2020 год вышло 3 сезона, включающих 24 серии. Сюжет сериала является приквелом одноимённой ленты Стефано Соллимы, вышедшей в 2015 году. Серии поставлены режиссёрами Микеле Плачидо (2 эпизода), Андреа Молайоли (9 эпизодов), Джузеппе Капотонди (4 эпизода), Пьеро Мессиной (3 эпизода) и Арнальдо Катинари (6 эпизодов).

## Сюжет
Телесериал рассказывает о столкновении различных сил (мафия, политические группировки, Ватикан), борющихся за обладание землёй в пригороде Рима Остии, где планируется создание важного перевалочного пункта на пути наркотиков в Европу. В центре сюжета три молодых человека: Аурелиано Адами, представитель одной из криминальных семей Остии; Альберто «Кинжал» Анаклети из цыганского преступного сообщества; Габриэле Маркилли, сын полицейского и позже сам полицейский, вовлечённый в криминальную деятельность. Они сталкиваются с влиятельным криминальным авторитетом по кличке Самурай, который является представителем сицилийской мафии в Риме. Его агентом в политических кругах становится идеалист Амедео Чиналья, который решает воспользоваться «помощью» мафии для продвижения по карьерной лестнице и, как он думает, улучшения жизни римлян. Свою игру ведёт и финансовый представитель Ватикана Сара Монаски.

## В ролях
- Алессандро Борги — Аурелиано Адами
- Джакомо Феррара[итал.] — Альберто «Кинжал» Анаклети
- Эдуардо Вальдарнини[итал.] — Габриэле Маркилли
- Франческо Акуароли[англ.] — «Самурай»
- Филиппо Нигро — Амедео Чиналья
- Клаудия Джерини — Сара Монаски
- Адамо Дионизи — Манфреди Анаклети, брат Альберто
- Барбара Кикьярелли — Ливия Адами, сестра Аурелиано
- Федерико Точчи — Туллио Адами, отец Аурелиано
- Герасимос Скиадаресис — монсеньор Теодосиу
- Элизабетта де Пало — графиня делла Рокка Кроче
- Карлотта Антонелли — Анджелика Сале, жена Альберто
- Ренато Маркетти — Франко Маркилли, отец Габриэле